# Rosamunde (Oper)
Rosamunde (auch Rosamund, Rosamunda oder Rosemunde geschrieben) ist ein Singspiel des Komponisten Anton Schweitzer nach einem Libretto von Christoph Martin Wieland. Es wurde am 20. Januar 1780 am Nationaltheater Mannheim uraufgeführt.

## Handlung

### Kurzfassung
Erster Akt. Die englische Königin Elinor erfährt durch ihren Diener Belmont von dem Verhältnis ihres Gemahls, König  Heinrich II., mit der schönen Rosamund. Sie schwört Rache. Für die Dauer eines Kriegszugs hat Heinrich seine Geliebte in einem Labyrinth mit Garten untergebracht, das von einem Turm und einem Ritter geschützt wird. Rosamund vertreibt sich dort die Zeit mit ihren Freundinnen.
Zweiter Akt. Nach dem Sieg auf seinem Feldzug erwarten die Bewohner des Palasts Heinrichs baldige Rückkehr. Elinor will zuvor ihre Rache ausführen. Mit Belmonts Hilfe dringt sie in das Labyrinth ein und stellt Rosamund vor die Wahl zwischen einem Tod durch Gift oder einen Dolch. Das Mädchen leert den Giftbecher und sinkt auf ihr Bett.
Dritter Akt. Der heimgekehrte Heinrich freut sich auf das Wiedersehen mit seiner Geliebten. Als er das Labyrinth betritt, erfährt durch die trauernden Mädchen von dem Mord. Um Elinors Flucht zu verhindern, lässt Heinrich die Burg absperren. Kurz darauf teilt ihm Belmont mit, dass er das Gift durch einen Schlaftrunk ersetzt habe, um Rosamund zu retten. Sie lebt also noch. Heinrich verbannt seine Frau vom Hof. Sie soll den Rest ihrer Tage in ihrer früheren Heimat Aquitanien verbringen. Nachdem Elinor abgereist ist, verkündet Heinrich öffentlich, dass er Elinor verstoßen habe und Rosamund zur Frau nehmen werde. Da dringt Elinor, die ihre Abreise nur vorgetäuscht hatte, mit ihren Rittern in den Saal und stößt Rosamund einen Dolch ins Herz.

### Erster Akt
Saal im königlichen Palast mit Blick in die Gärten; in der Ferne ein Turm, der ins Labyrinth führt; Sonnenuntergang
Szene 1. Königin Elinor glaubt, dass ihr Mann, König Heinrich II. eine heimliche Geliebte hat.
Szene 2. Ihr Diener Belmont bestätigt diesen Verdacht. Er kennt auch den Namen ihrer Rivalin: Rosamund.
Szene 3. Elinor dürstet nach Rache („Du sollst erfahren, Verräther, wer ich bin!“).
Prächtiger Garten im Inneren des Labyrinths; eine Urne neben einer Rasenbank; hinten ein Pavillon; Nacht mit Mondschein
Szene 4. Rosamund vermisst ihren Geliebten Heinrich („Oft, am Rande stiller Fluthen“), der andernorts nach Ruhm sucht.
Szene 5. Eine Mädchengruppe unter der Führung von Rosamunds Freundinnen Emma und Lucia nähert sich singend (Chor: „Still’ deine Klage, geliebte Holde“). Sie kündigen die baldige Rückkehr des siegreichen Heinrich an. Als Nymphen verkleidete Tänzerinnen versuchen, Rosamunds Kummer zu vertreiben.

### Zweiter Akt
Galerie im Königspalast mit einem anderen Blick in die Gärten
Szene 1. Voller Eifersucht erwartet Elinor die Rückkehr ihres Gatten. Belmont teilt ihr mit, dass Heinrich die Nacht hindurch geritten sei, um noch vor Sonnenaufgang einzutreffen. Elinor schickt Belmont zum Turm. Der dort Wache haltende Ritter soll die Pforte des Labyrinths öffnen.
Szene 2. Sobald sie allein ist, richten sich Elinors Gedanken wieder an ihre Rache („Verruchter Gedanke, nein, dich ertrag ich nicht!“).
Vorhof des Turms zum Labyrinth; Nacht mit Mondschein
Szene 3. Der Ritter weigert sich, die Pforte zu öffnen und fordert Belmont zum Kampf heraus. Sie fechten.
Szene 4. Auch als die Königin hinzukommt, bleibt der Ritter stur, da er seinen Befehl vom König erhalten hat. Die Königin lässt ihn von ihren Schildknappen festnehmen.
Das Innere des Labyrinths
Szene 5. Im Garten des Labyrinths entdeckt Elinor die Mädchen. Belmont folgt ihr, versteckt sich aber schnell. Rosamund wirft sich der Königin zu Füßen. Elinor lässt sie in ihr Zimmer bringen.
Szene 6. Für einen Moment hat Elinor Mitgefühl für Rosamund, die ihr völlig unschuldig erschien, doch ihr Zorn kehrt schnell zurück.
Szene 7. Elinor befiehlt Belmont, einen mit Gift gefüllten goldenen Pokal aus ihrem Gemach zu holen. Der Diener ist entsetzt darüber, muss aber gehorchen.
Szene 8. Die Königin will Elinor vor die Wahl zwischen dem Gift und ihrem Dolch stellen („Wie süß wird dir die Rache sein“).
Zimmer in Rosamunds Pavillon
Szene 9. Emma versucht vergeblich, die verzweifelte Rosamund zu beruhigen (Rosamund: „All diese Liebe“ – Emma: „Wie ein Kind, in Mutterarmen“). Zwei Schildknappen dringen ins Zimmer und führen Emma hinaus.
Szene 10. Die Königin tritt ein. In der linken Hand hält sie einen Dolch, in der rechten den Giftbecher. Sie stellt Rosamund vor die Wahl. Rosamund fleht vergeblich um Gnade („Laß diese Zeichen der herzlichen Reu“) und entscheidet sich schließlich für den Becher, den sie austrinkt. Sie sinkt ermattend auf ihr Bett.
Szene 11. Belmont mahnt Elinor zur Eile, da der König bereits eintrifft. Sie fordert ihn auf, die Leiche fortzuschaffen und geht ab.
Szene 12. Belmont sorgt sich über die Zukunft („In nächtlichen Wettern“).

### Dritter Akt
Offener Platz vor dem Palast neben den Gärten; Sonnenaufgang
Szene 1. Schildknappen und Ritter begrüßen den heimkehrenden König (Chor: „Triumph dem Sieger vom Gallischen Strand!“).
Szene 2. Heinrich freut sich auf das Wiedersehen mit Rosamund („So athm’ ich wieder dich“).
Blumengarten im Labyrinth mit Rosenbüschen und Vasen
Szene 3. Emma, Lucia und die Mädchen beklagen den Tod ihrer Freundin (Chor: „Schwarze Stunde, herber Fall!“).
Szene 4. König Heinrich erfährt durch Emma von dem Mord an seiner Geliebten. Er lässt die Burg durch seine Ritter abriegeln.
Szene 5. Heinrich dürstet nach Rache.
Szene 6. Belmont teilt ihm mit, dass Rosamund noch lebe. Er habe das Gift rechtzeitig durch einen Schlaftrunk ersetzt.
Rosamunds Zimmer
Szene 7. Rosamund erwacht allmählich und orientiert sich langsam über ihre Lage.
Szene 8. Heinrich und Belmont treffen ein, und der König beruhigt Rosamund („Vorüber ist der Sturm“).
Szene 9. Nachdem der König gegangen ist, dankt Rosamund Belmont für ihre Rettung.
Szene 10. Emma eilt ins Zimmer und warnt Rosamund vor der Königin, der es gelungen sei, an den Rittern vorbei in die Burg zu gelangen. Als die Königin hereintritt, fliehen Rosamund und Emma in ein benachbartes Kabinett.
Szene 11. Elinor stellt Belmont zur Rede.
Szene 12. Heinrich kehrt zurück und bittet Belmont, für Rosamunds Sicherheit zu sorgen. Anschließend versucht Elinor, sich vor ihrem Mann zu rechtfertigen. Sie erinnert ihn an ihre gemeinsame Vergangenheit und seine Ehre, an der auch sie Anteil habe. Heinrich lässt sich jedoch nicht erweichen. Er verbannt sie in ihre alte Heimat Aquitanien mit den Worten „Du entehrst die Krone, die du trägst“. Elinor geht wütend ab („Unwürdiger, du sollst sie haben!“).
Szene 13. Heinrich wendet seine Gedanken wieder an Rosamund („Holde Schönheit, deinem Rechte huldigt alles“).
Szene 14. Rosamund hält ihre Beziehung zu Heinrich jetzt für ein Verbrechen. Sie fleht ihn an, den Rest ihres Lebens im Kloster verbringen zu dürfen. Ein Leben in Einfachheit hätte sie glücklicher gemacht als ein Thron („O Liebe, warum machtest du uns nicht zu Hirten dieser Matten“). Heinrich beruhigt sie.
Szene 15. Belmont berichtet, dass die Königin mit ihrem kleinen Gefolge abgezogen sei. Daraufhin lässt Heinrich seine Ritter zur Versammlung in den Saal rufen. Er will seine Beziehung zu Rosamund öffentlich machen.
Szene 16. Rosamund kann Heinrich nicht länger widerstehen (Duett: „Dir hingegeben hab ich mein Alles!“).
Großer Rittersaal mit Königsthron
Szene 17. Vor seinen versammelten Leuten verkündet König Heinrich, dass er Elinor verstoßen und verbannt habe und er nun Rosamund sein Herz und seine Hand gebe. Alle preisen sie (Chor: „Leb und herrsche, Preis der Schönen“).
Szene 18. Plötzlich werden die Türen des Saals aufgerissen und die Königin dringt mit ihren Rittern herein. Während der König nach Belmont ruft, stürmt Elinor auf Rosamund zu und stößt ihr einen Dolch ins Herz. Sie stirbt in Heinrichs Armen.

## Gestaltung
Obwohl als Singspiel bezeichnet, geht Rosamunde mit ihren Chören und Balletten deutlich über die in dieser Gattung üblichen Schemata, die Wieland selbst in seinen zwischen 1775 und 1775 veröffentlichen Texten beschrieb, hinaus.:kap.4.2

## Werkgeschichte
Rosamunde ist Anton Schweitzers letzte Oper. Das Libretto stammte von Christoph Martin Wieland, der Schweitzer geradezu als seinen „Hauskomponisten“ betrachtete. Die Geschichte der historischen Protagonisten ist nur legendenhaft übermittelt. Wieland griff für seinen Text auf ein älteres Libretto von Joseph Addison zurück, dessen Erstvertonung durch Thomas Clayton (1673–1725) 1707 am Londoner Drury Lane Theatre gezeigt wurde, dort aber wenig Erfolg hatte. Spätere Vertonungen stammen von Thomas Arne und John Barnett (1802–1890). Wieland präsentierte die erste Fassung seines Texts Friedrich Heinrich Jacobi und Johann Wolfgang von Goethe, die beide den Handlungsverlauf kritisierten. Möglicherweise lag das an dem ursprünglich vorgesehenen glücklichen Ende, durch das die Mätresse zur Königin aufstieg, und an unübersehbaren Parallelen zum Verhalten des Pfälzischen Thronfolgers Carl Theodor. Bereits diese Fassung war mit vielfältigen musikalischen Formen, Chören und Tänzen als eine Art „Mannheimer Reformoper“ angelegt. Wieland gab der Kritik nach und erstellte eine dreiaktige Neufassung mit tragischem Ende, das die Ordnung wieder herstellt. Dadurch wurde Rosamunde zusammen mit Ignaz Holzbauers Günther von Schwarzburg zu einer der ersten tragisch endenden deutschen Opern. Auch eine versöhnliche Szene Elinors fiel den Kürzungen zum Opfer. Ihrer Figur blieben nun ausschließlich Rachearien.:kap.6.1
Die Schreibweise des Titels ist uneinheitlich. Wielands eigene Textausgabe von 1777 trug den Titel Rosemunde, das gedruckte Libretto von 1778 Rosamund. Auf dem Titelblatt des Partiturmanuskripts heißt es Rosamunda. Die anlässlich der Wiederentdeckung bei den Schwetzinger SWR Festspielen von Bärbel Pelker erstellte moderne Edition erhielt den heute üblichen Titel Rosamunde.
Die Aufführung war ursprünglich für den 11. Januar 1778 geplant. Sie wurde jedoch nach dem plötzlichen Tod des Bayerischen Kurfürsten Maximilian III. Joseph und der Abreise seines Nachfolgers Carl Theodor abgesetzt. Zur Uraufführung kam es erst zwei Jahre später, am 20. Januar 1780, am Nationaltheater Mannheim unter dem Dirigenten Ignaz Holzbauer. Die Hauptrollen sangen Minna Brandes (Rosamund), Barbara Strasser-Fischer (Elinor) und Giovanni Federico Toscani (Heinrich II.). Auch der Bass Johann Georg Gern wirkte mit. Von weiteren Sängern sind nur die Nachnamen Schäfer, Fürst, Degenhard und Backhaus überliefert. Es gab lediglich vier Aufführungen, bis das Werk in der Versenkung verschwand. Holzbauer selbst hatte die Musik heftig kritisiert, was Wieland zu einer verwunderten Nachfrage bei dem Intendanten des Nationaltheaters, Wolfgang Heribert von Dalberg, bewegte.:kap. 4.5
Noch zwei Jahrzehnte später verwendete Wolfgang Amadeus Mozart Material aus Rosamunde und aus Schweitzers älterer Oper Alceste in Idomeneo und der Zauberflöte.:kap.1.2
1797 beabsichtigte Wieland die Aufführung einer überarbeiteten Fassung in Weimar. Die Mannheimer Partitur war jedoch nicht mehr aufzufinden, und Wieland ging davon aus, dass sie „beim letzten Bombardement von Mannheim 1794“ verbrannt war. 1803 erfuhr er durch Herzog Carl August von der Existenz eines Exemplars im Besitz des Hofpredigers Johann Andreas Genßler, das er von diesem erstehen konnte. Später gelangte es nach Berlin. Während der Recherchen für die Neuedition entdeckte Bärbel Pelker im Hofmarschallamt Weimar außerdem eine fragmentarische autographe Kompositionspartitur Schweitzers.:kap. 4.5
Eine Wiederentdeckung gab es erst 2012 bei den Schwetzinger SWR Festspielen in Koproduktion mit der Oper Dortmund und dem Nationaltheater Weimar. Das Radio-Sinfonieorchester Stuttgart des SWR spielte unter der Leitung von Jan Willem de Vriend. Die Hauptrollen sangen Eleonore Marguerre (Rosamunde) und Sarah Wegener (Elinor) Die Inszenierung stammte von Jens-Daniel Herzog, das Bühnenbild von Frank Hänig und die Kostüme von Sibylle Gädeke.

## Aufnahmen
- 20. Mai 2012 – Jan Willem de Vriend (Dirigent), Radio-Sinfonieorchester Stuttgart des SWR, Philharmonischer Chor Klausenburg (Cluj).
 Christoph Genz (Heinrich II.), Sarah Wegener (Elinor), Eleonore Marguerre (Rosamund), Morgan Moody (Belmont), Julia Amos (Emma), Anke Briegel (Lucia), Johann-Werner Prein (Ritter des Turms).
 Live aus dem Schlosstheater Schwetzingen von den Schwetzinger SWR Festspielen 2012.
 Direktübertragung auf Radio SWR2.[8]

## Digitalisate
- Libretto, Mannheim 1778. Digitalisat der Library of Congress
- Partiturabschrift, 1780. Digitalisat der Staatsbibliothek zu Berlin
- Ueber Wielands Rosamund, Schweizers Musik und die Vorstellung dieses Singspiels in Mannheim. Frankfurt und Leipzig 1782